# Pseudodistância
Pseudodistância é o nome dado à distância calculada entre um satélite de uma constelação GNSS e o receptor do usuário . 
A pseudodistância é obtida pelo tempo de viagem entre o centro de fase de antena do satélite (no momento da emissão) para o centro de fase do receptor (no horário da recepção). Esse valor é, então, multiplicado pela velocidade da luz, dando a distância em metros . Devido ao fato de ser perturbada por diferentes tipos de erros, a distância calculada não é tratada como real, mas como pseudo . A partir do cálculo das pseudodistâncias para um mínimo de quatro satélites, é possível calcular a posição do receptor do usuário .